# Martina Lubyová
Martina Lubyová (Bratislava, 12 de mayo de 1967-20 de noviembre de 2023) fue una política, abogada, docente y economista eslovaca.

## Biografía
Hija del físico Stefan Luby. Estudió en la Universidad Comenius de Bratislava. 
Lubyova se dedicó a actividades docentes y editoriales. Enseñó estadística y estadística social en la Facultad de Informática Empresarial de la Universidad de Economía de Bratislava y desde junio de 2017 fue miembro Presidium de la Academia de Ciencias de Eslovaquia.
Desde 2017 a 2020 fue Ministra de Educación, Ciencia, Investigación y Deporte de Eslovenia y formó parte del Partido Nacional Eslovaco.
Trabajó en el Instituto de Pronóstico del Centro de Ciencias Sociales y Psicológicas de SAV.
Fue madre de Samuel Luby.
Martina Lubyová falleció el 20 de noviembre de 2023 a los 56 años, tras una larga enfermedad.